# Dansk Selskab for Rumfartsforskning
Dansk Selskab for Rumfartsforskning blev stiftet den 20. september 1949 og beskæftiger sig med at udbrede kendskabet til de mange aspekter vedrørende rumfart. Selskabet består af flere forskellige faggrupper, i forskellige interesseområder.

## Ekstern henvisning
- Dansk Selskab for Rumfartsforskning